# Heilig-Kreuz-Kirche (Leipzig)
Die Heilig-Kreuz-Kirche ist ein evangelisch-lutherisches Gotteshaus in Leipzig. Sie befindet sich im Ortsteil Neustadt-Neuschönefeld und steht mitten auf dem Neustädter Markt. Neben der Nikolaikirche ist sie seit 2014 die zweite Kirche der Evang.-Luth. St. Nikolai Kirchengemeinde Leipzig. Aktuell ist Bernhard Stief der Pfarrer der Gemeinde.

## Geschichte
Der rötliche Verblendziegelbau des Architekten Paul Lange wurde 1893–1894 auf dem Neustädter Markt erbaut und am 31. Oktober 1894 mit einem Festgottesdienst eingeweiht. Die Kirche hat zwei Eingangsportale. Das Westportal war der ursprüngliche Haupteingang, doch heute wird das Südportal als Haupteingang genutzt, da man ihn von der Hedwigstraße aus sofort sieht. Doch für Hochzeiten und weitere besondere Veranstaltungen wird auch das Westportal genutzt. Die Kirche wurde im Grundriss eines lateinischen Kreuzes erbaut, wie es der Name schon sagt.

## Innenraum und Ausstattung
In der Ausstattung der Kirche kann man romanische Formen erkennen. Die Ausstattung wurde nicht groß verändert, sondern ist weitgehend aus der Erbauungszeit der Kirche erhalten geblieben. Über dem Altarraum befindet sich eine Gewölbedecke und über dem Innenraum eine Holzdecke, wodurch die Kirche eine sehr gute Akustik hat. Deshalb treten in der Kirche viele Chöre auf, wie z. B. der Leipziger Oratorienchor. 
Die hölzernen Emporen umschließen den Innenraum an drei Seiten. Da die Kirche kein eigenes Pfarrhaus hat, wurden die Räume unter den Emporen der Querschiffe für neue Räume durch Wände abgetrennt.
Das Triumphbogengemälde soll „Die Auswirkung der göttlichen Offenbarung in der Welt“ darstellen. Es wurde 1914 im Rahmen einer Zweitausmalung überstrichen und 1985 wieder freigelegt. Altar, Kanzel, Lesepult und Taufstein wurden 1894 nach Entwürfen von Rudolph Cöllner in franz. Kalkstein, Rochlitzer Porphyr und Sandstein hergestellt. Der Taufstein hat ein Becken mit kupferner Schale aus Porphyrtuffstand und stand ursprünglich in Achse des Altars. Doch da es nicht mehr so oft benutzt wurde und in der Mitte ein wenig im Weg stand, befindet es sich jetzt an der Seite. Am Lesepult sind die Symbole der Evangelisten Lukas, Matthäus und Markus als Relief dargestellt. Das Symbol von Johannes, der Adler, diente als Pulthalter; doch als der Adler bei Bauarbeiten zu Bruch ging und repariert werden sollte, ist er verloren gegangen. Der Altar hat einen Korpus in Überlebensgröße und ist 3,60 Meter hoch. Auf dem Altar sind an den Seiten die Symbole Getreide und Weintrauben, welche für das Abendmahl stehen, abgebildet und in der Mitte sind zum einen das Christusmonogramm und zum anderen die griech. Buchstaben A und Ω für Anfang und Ende abgebildet. Links hinter dem Altar hängt ein Wandteppich, dessen Muster an die ursprüngliche Ausmalung des Altarraumes erinnert. Ursprünglich waren die Altarfenster farbig mit Symbolen. Doch da diese im Zweiten Weltkrieg zerstört wurden, hat man sie später durch einfache farbige Glasfenster ersetzt.
Unter dem Altarraum befindet sich die Krypta, welche zwischen Weihnachten und Ostern als Winterkirche dient. Auch Gemeindeveranstaltungen oder die Soziale Jugendarbeit findet ebenfalls dort statt. In der Brauthalle befindet sich das alte mechanische Uhrwerk, das von 1895 bis 1987 im Dienst war.
Vor der Kirche befindet sich ein Kriegerdenkmal, welches von dem Leipziger Kunstbildhauer Kurt Günther erschaffen und 1926 eingeweiht wurde. Dabei handelt es sich um einen Soldaten, wobei „der Bildhauer die Darstellung des Soldaten auf sein nacktes Menschsein und seine Verwundbarkeit reduzierte“. Die verwitterte Inschrift lautete auf der Vorderseite: „Den 725 im Weltkriege gebliebenen Söhnen der Kirchgemeinde zu ehrendem Gedächtnis“ und auf der Rückseite: „Der Tod ist verschlungen in den Sieg“.

## Orgel

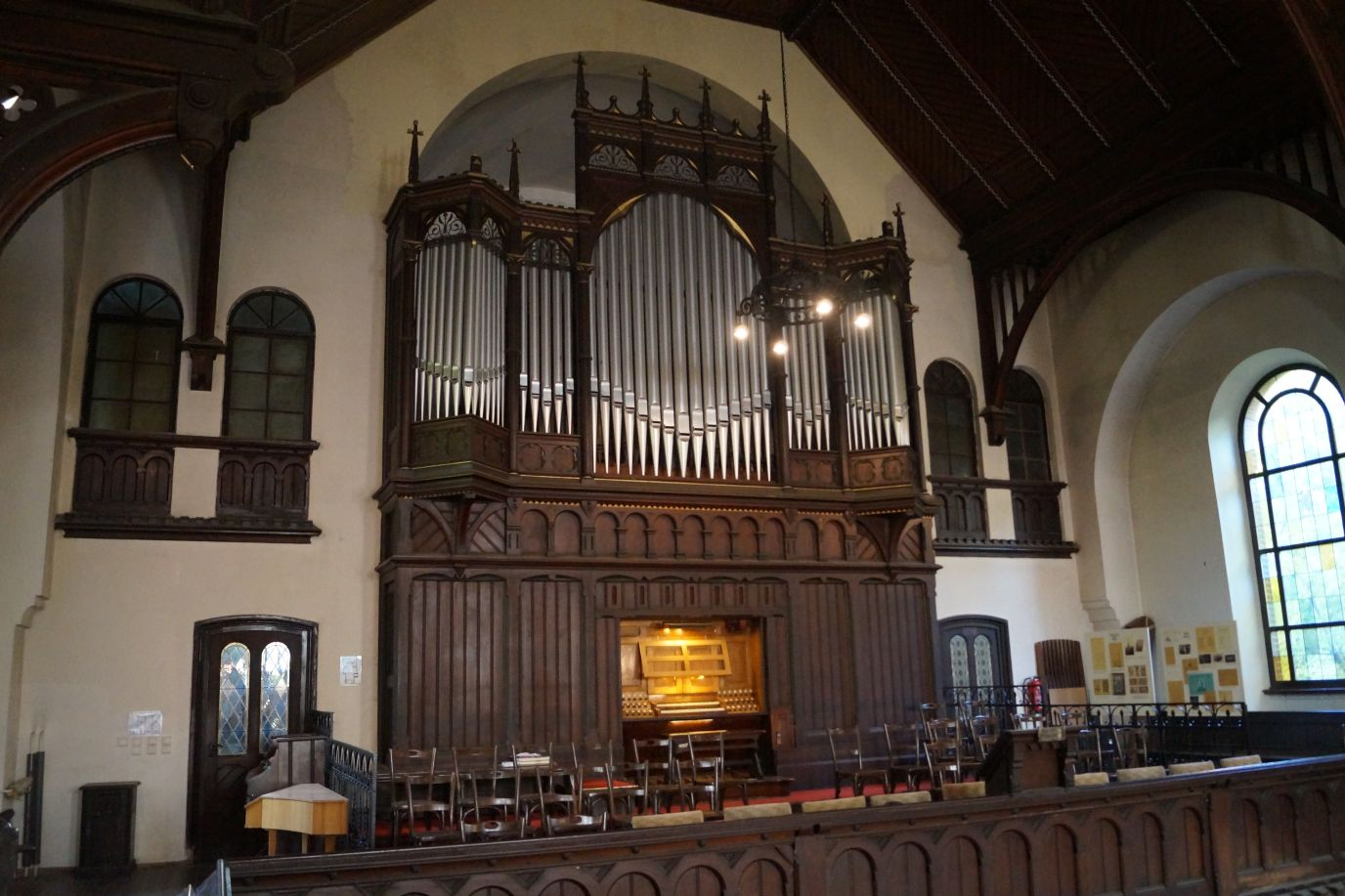
Eule-Orgel

Hermann Eule erbaute die Orgel von 1893 bis 1894 mit 32 Registern auf zwei Manualen und Pedal. Da die Orgel zur gleichen Zeit wie die Kirche erbaut wurde, ist die Akustik der Orgel im Kirchenraum sehr angenehm.
Die Eule-Orgel zählt zu den großen romantischen Orgeln der Stadt. Außerdem ist sie die einzige Kegelladenorgel Leipzigs, die noch spielbar ist.
Hans Eule hat 1937/1938 und 1951 die Orgel im neobarocken Stil leicht umdisponiert, so dass Register mit romantischer Klangfarbe gegen Register mit neobarockem Charakter ausgetauscht wurden. Doch dies waren nur geringfügige Veränderungen, die den romantischen Charakter nicht schädigten.
Disposition
| I Hauptwerk C–f3 |       |  |
| Quintadena       | 16′   |  |
| Principal        | 8′    |  |
| Holzflöte        | 8′    |  |
| Gemshorn         | 8′    |  |
| Octave           | 4′    |  |
| Rohrflöte        | 4′    |  |
| Quinte           | 2 ⁄3′ |  |
| Octave           | 2′    |  |
| Blockflöte       | 2′    |  |
| Mixtur 4f.       |       |  |
| Cymbel 2f.       |       |  |
| Cornett 3f.      |       |  |
| Trompete         | 8′    |  |

| II Schwellwerk C–f3 |        |  |
| Gedackt             | 16′    |  |
| Principal           | 8′     |  |
| Rohrflöte           | 8′     |  |
| Geigenschwebung 2f. |        |  |
| Principal           | 4′     |  |
| Spitzgambe          | 4′     |  |
| Nasard              | 2 ⁄3′  |  |
| Gemshorn            | 2′     |  |
| Terz                | 1 3⁄5′ |  |
| Sifflöte            | 1′     |  |
| Scharf 3f.          |        |  |
| Oboe                | 8′     |  |

| Pedal C–d1    |     |  |
| Principalbass | 16′ |  |
| Subbass       | 16′ |  |
| Octavbass     | 8′  |  |
| Gedacktbass   | 8′  |  |
| Octave        | 4′  |  |
| Principal     | 2′  |  |
| Posaune       | 16′ |  |

- Koppeln: II/I, I/P, II/P
- Spielhilfen: 3 feste Gruppen (Oberwerk, Hauptwerk, Tutti)

## Geläut
Das Geläut der Heilig-Kreuz-Kirche hatte drei Bronze-Kirchenglocken, von denen im Ersten Weltkrieg die beiden großen für Rüstungszwecke abgegeben werden mussten. Am 25. Januar 1925 wurden zwei neue Glocken in den Kirchturm gehoben. Im Zweiten Weltkrieg mussten diese beiden erneut als Metallspende abgegeben werden. Bis heute gibt es daher nur eine Glocke, die fehlenden Glocken hat die Kirchgemeinde nicht ersetzt. Die verbliebene Glocke wird von Hand geläutet.

## Turm
Unter dem 67,5 Meter hohen an der Südseite stehenden Turm befindet sich die Eingangshalle, in der drei Kreuze an der Wand hängen. Auf der einen Seite hängt das alte Turmkreuz, welches bei der Turmsanierung im Jahre 2000 ersetzt wurde und gegenüber zwei von der Witterung stark angegriffene Giebelkreuze aus Rochlitzer Porphyr.
Ursprünglich bestand das Geläut aus drei Glocken. Die beiden kleineren Glocken mussten im Ersten Weltkrieg abgegeben werden und wurden eingeschmolzen. 1925 gab es zwei neue Glocken, doch im Zweiten Weltkrieg mussten erneut Glocken abgegeben werden, diesmal die zwei größeren Glocken. Die fehlenden Glocken konnten bis heute nicht ersetzt werden, aber seit einigen Jahren wird für die Wiederherstellung des Geläuts Geld gesammelt. Erst wurden die Glocken elektrisch geläutet, doch mit der Umstellung des Wohngebietes von Gleich- auf Wechselstrom wurde der Antrieb abgebaut, da er nicht mehr benutzt werden konnte. Seitdem werden die Glocken per Hand geläutet.

## Fotos

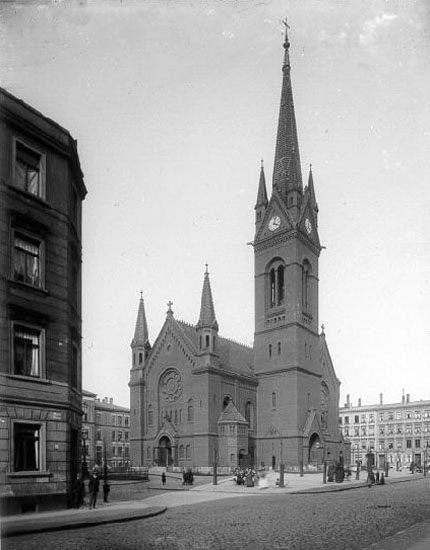
Heilig-Kreuz-Kirche (um 1900)
Heilig-Kreuz-Kirche (um 1900)
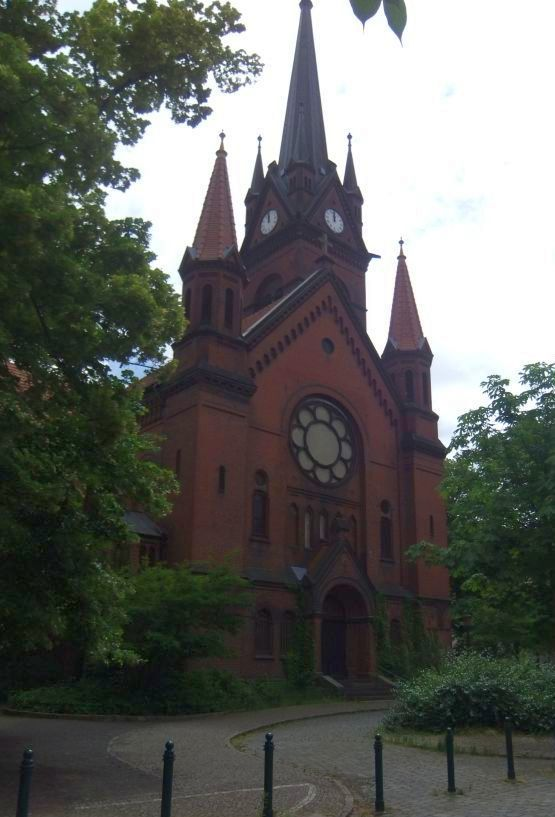
Heilig-Kreuz-Kirche (2015)
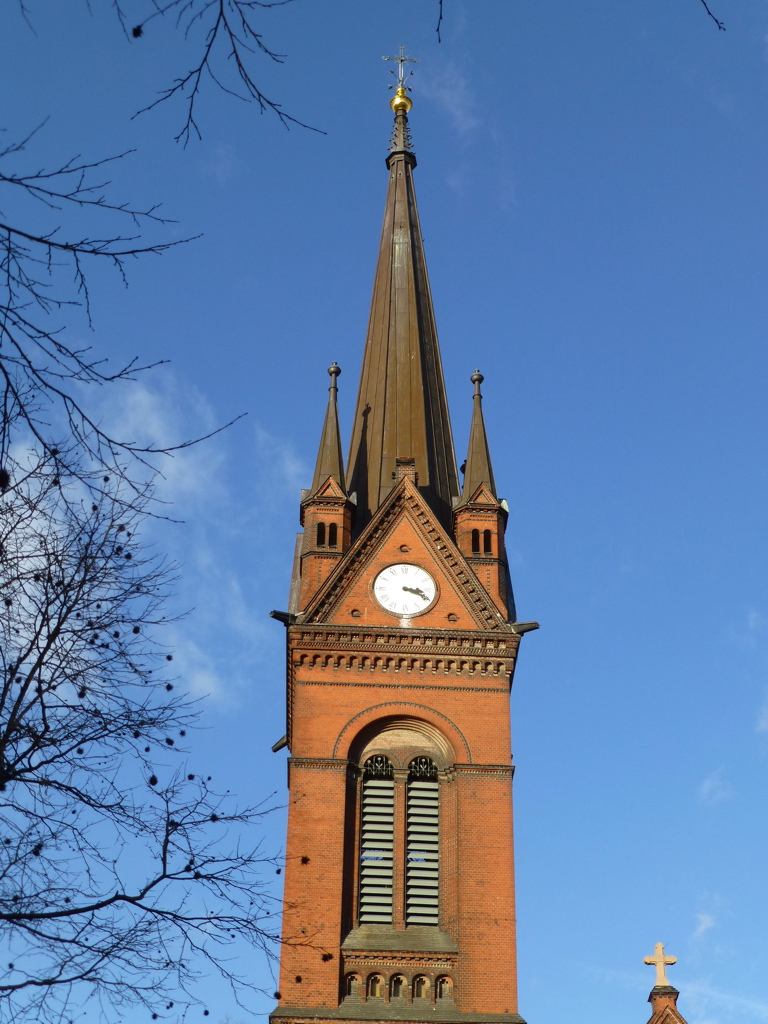
Turmspitze
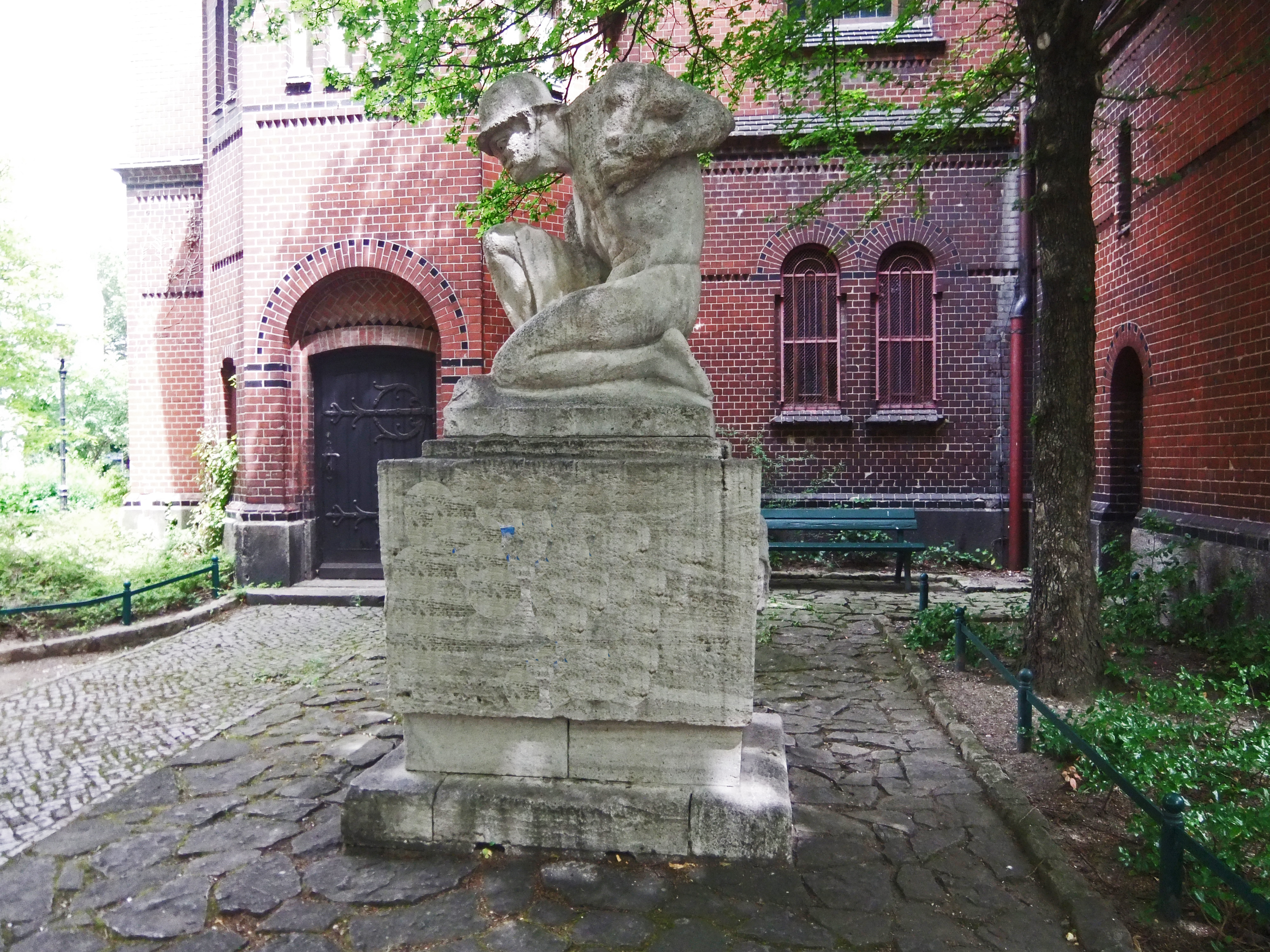
Kriegerdenkmal
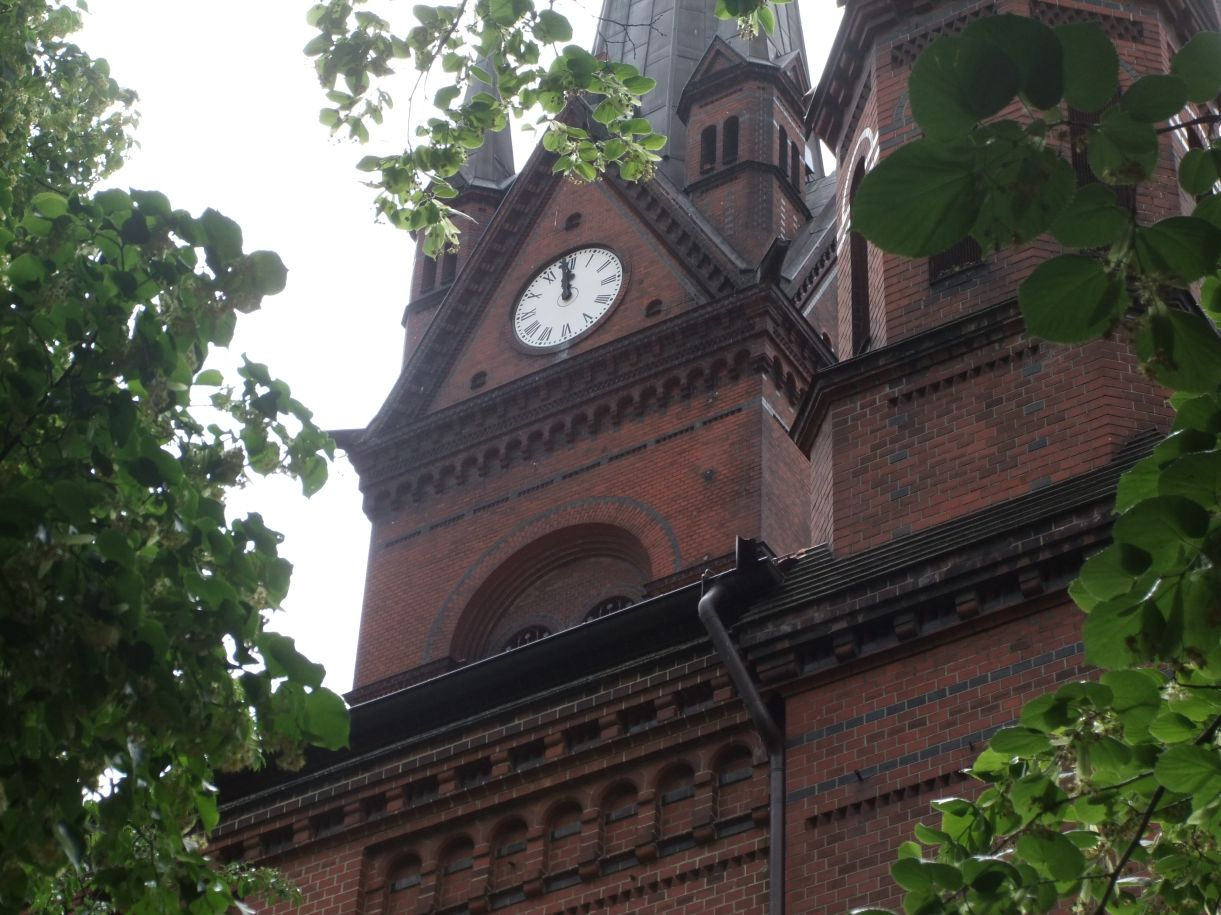
Turmuhr
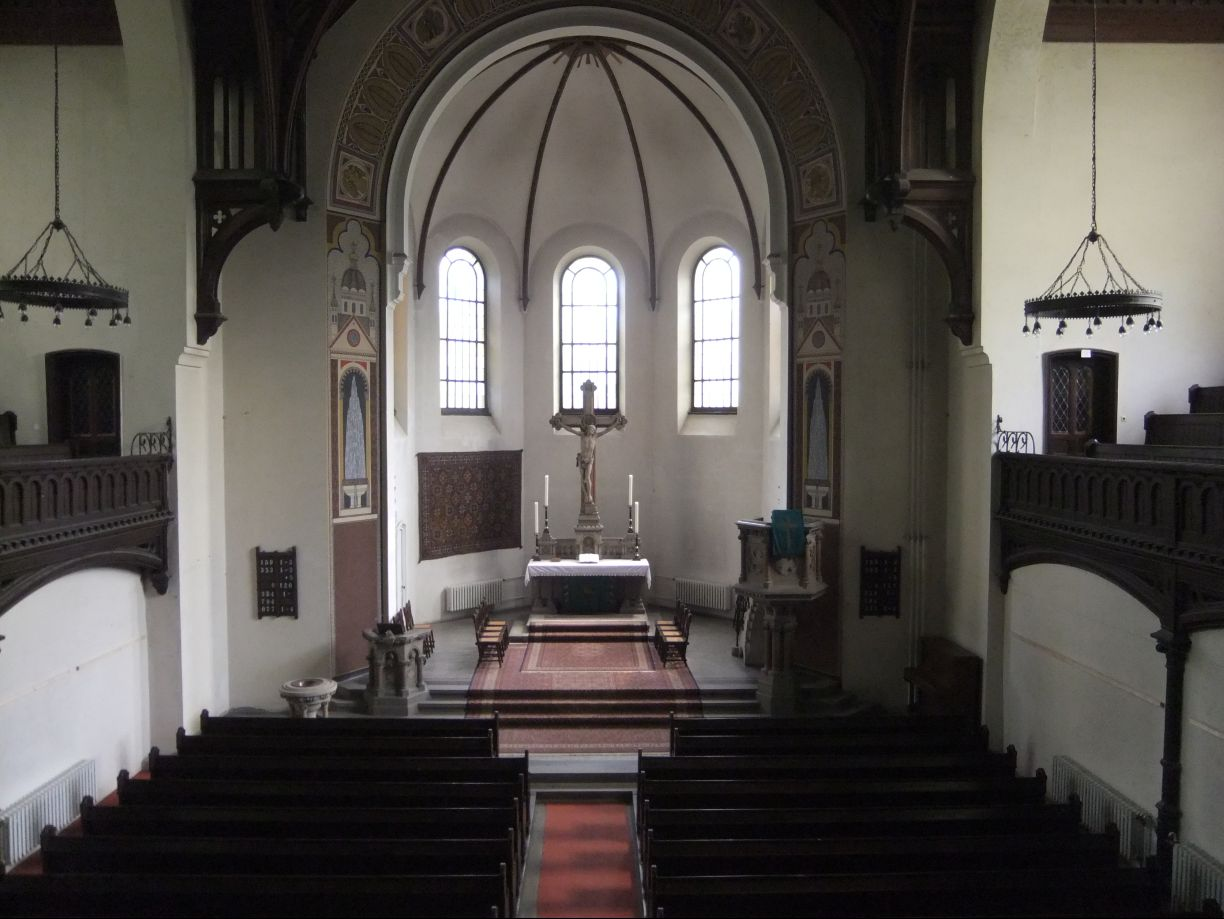
Innenraum
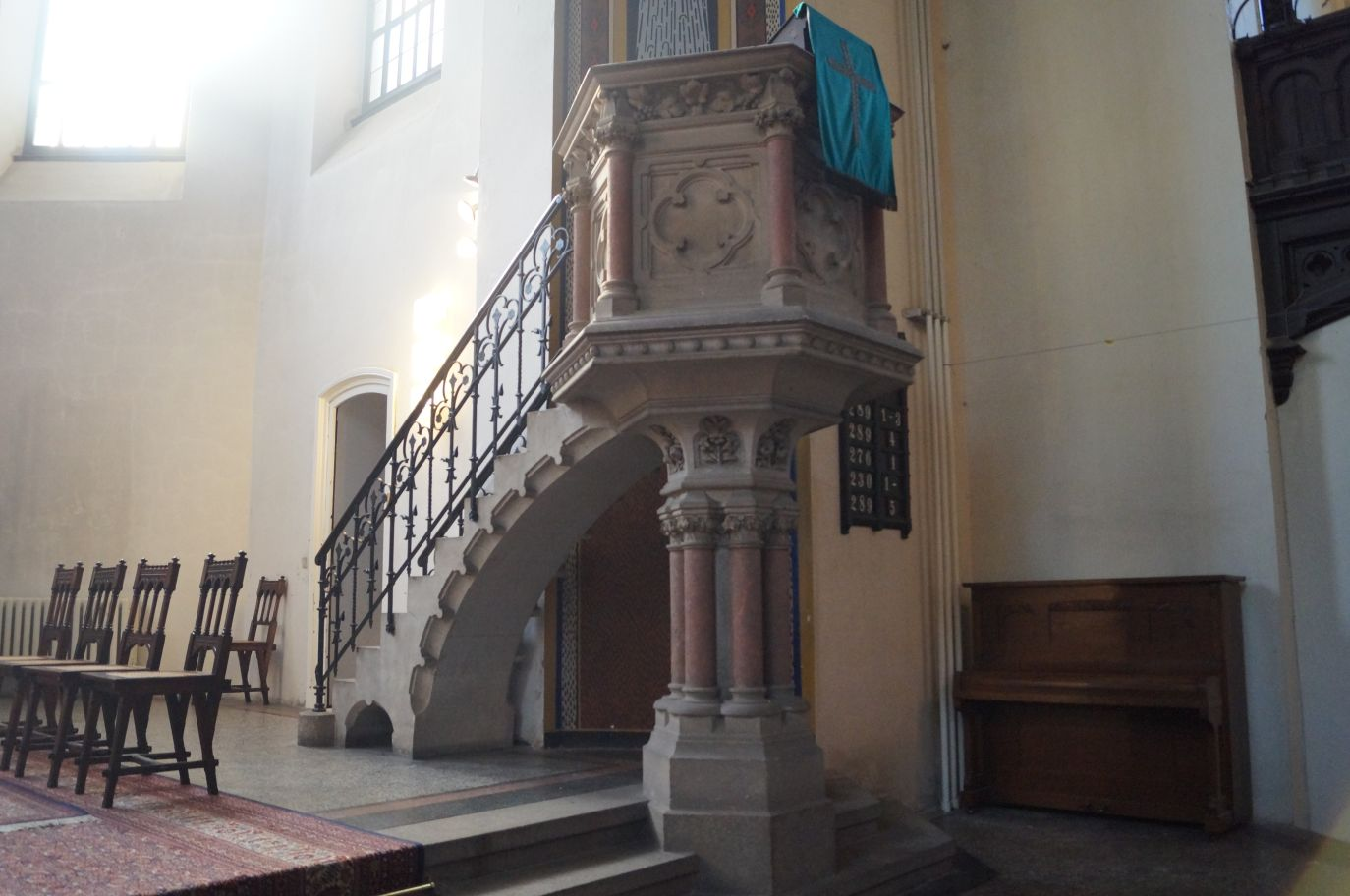
Kanzel
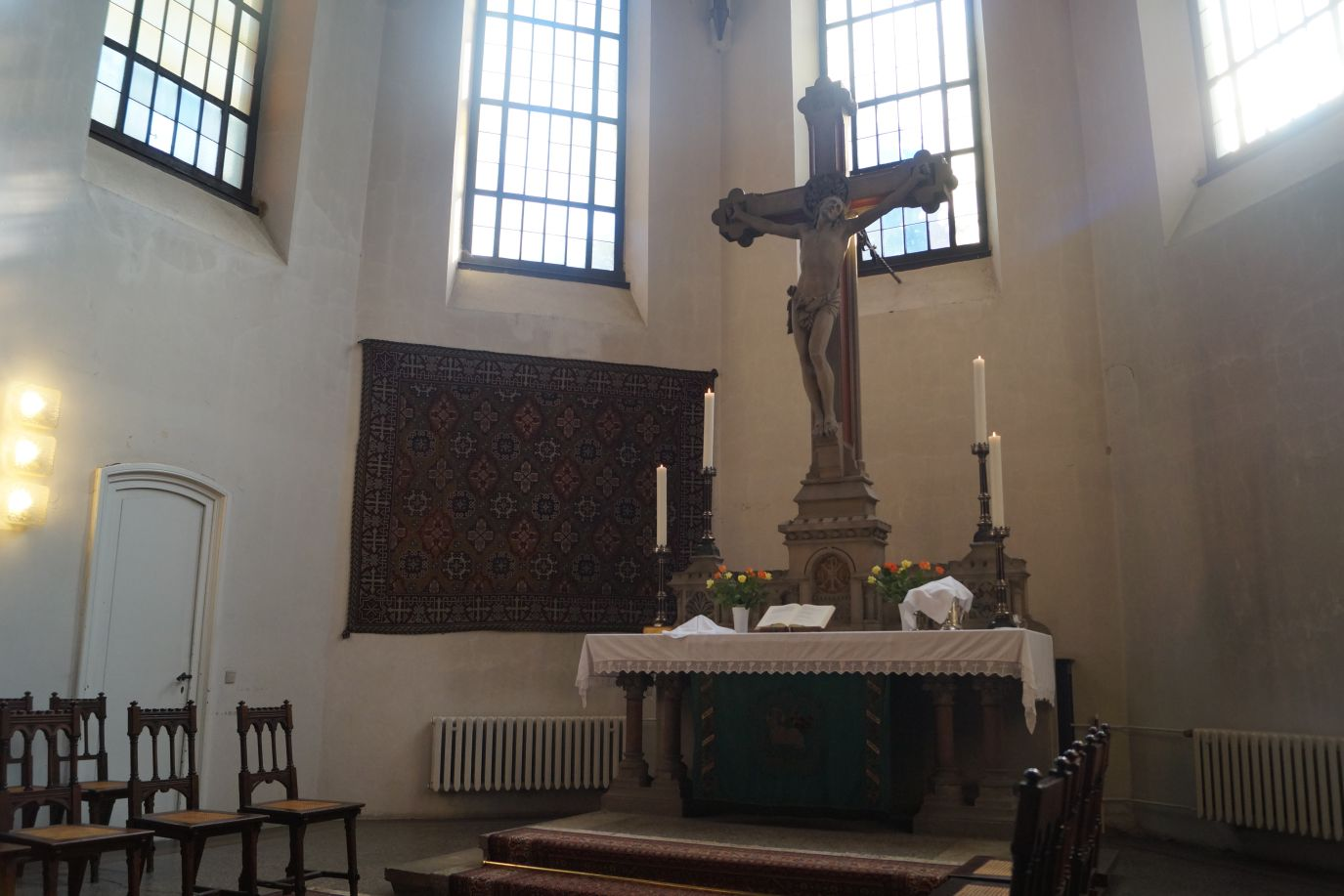
Altar
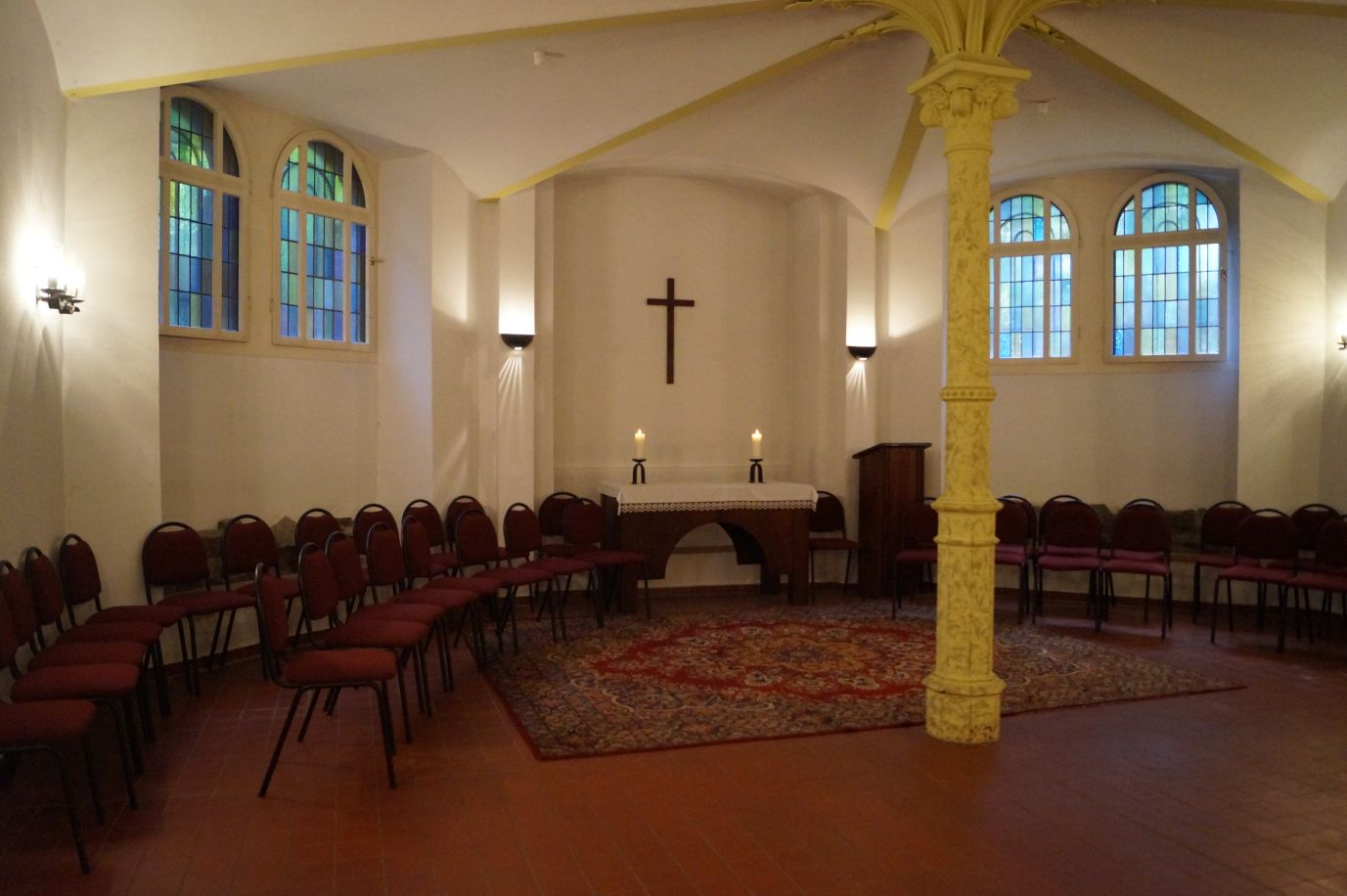
Krypta

## Pfarrer der Kirchgemeinde
| 1. Pfarrstelle - 1892: Moritz Georg Pacha - 1900: Paul Georg Müller - 1912: Friedrich Theodor Ludwig - 1932: Kurt Johannes Hülse - 1936: Albert Krause - 1949: Herrmann Ackermann - 1969: Dieter Staub - 1978: Gerd Krumbholz - 1983: Wolfgang Erler - 1993: Christoph Grunow - ab 1999: Schwesternkirchverhältnis mit St. Nikolai | 2. Pfarrstelle - 1893: Friedrich Theodor Richter - 1930: Kurt Johannes Hülse - 1933: Heinrich Ludwig Friedrich Zöller - 1938: Alfred Paul Wagner - 1939: Georg Martin Trenkler - 1950: Gottfried Kunze - 1965: Wilfried Lippold - 1972: Gerd Krumbholz - 1979: Frieder Wünsche - ab 1991: Stelle eingezogen | 3. Pfarrstelle - 1902: Max Domaschke - 1905: Johann Gerhard Fuchs - 1915: Friedrich Martin Heinig - 1926: Martin Georg Naumann - 1929: Kurt Johannes Hülse - 1931: Heinrich Ludwig Friedrich Zöller - 1933: Georg Martin Trenkler - 1939: Friedrich Wilhelm Kühlmeyer - 1948: Walter Krumnow - 1975: Frieder Wünsche - 1978: Wolfgang Erler - 1982: Marlies Richter geb. Stühmeier - 1985: Johannes Ulbricht |

## Varia
- Seit der Vereinigung der Kirchgemeinden Zum Heiligen Kreuz und St. Nikolai – St. Johannis am 1. Januar 2014 ist die Heilig-Kreuz-Kirche das zweite Gotteshaus der neuen Gemeinde St. Nikolai.
- Die Christusgemeinde Bremerhaven-Geestemünde ist die Partnergemeinde der Heilig-Kreuz-Kirche Leipzig.